# Боевой фургон
«Боевой фургон» (другое название — «Военный фургон», англ. The War Wagon) — вестерн режиссёра Берта Кеннеди, экранизация Клера Хаффэйкера. В главных ролях Джон Уэйн и Кирк Дуглас.

## Сюжет
Тау Джексон владеет неплохим ранчо, дела идут совсем неплохо. Местный богач-скотовод, узнав, что на землях Джексона обнаружено месторождение золота, обливает грязью его доброе имя. Из-за подложного обвинения Тау попадает в тюрьму и теряет права на земли. Освободившись через три года за хорошее поведение, он жаждет исправить несправедливость и отомстить злодею. Джексон объединяется с другими недовольными — с добрым, но плохо образованным индейцем; со старым актёром, который своё уже отыграл; с молодым и самоотверженным пьяницей и бесстрашным метким стрелком. Теперь их цель — захватить бронированный фургон богача, в котором тот перевозит золото с прииска.
Ранним утром фургон с золотым песком на полмиллиона долларов отправляется в путь. Транспорт сопровождают более 30 верховых охранников. Неожиданно ссзади появляется облако пыли, как будто в преследование пустилось огромное племя краснокожих. Охранники разворачиваются и готовятся отразить нападение. Фургон, не останавливаясь, продолжает движение. Как выясняется, всего десяток индейцев, привязав к хвостам своих лошадей еловые ветви и поднимая пыль, создали впечатление атаки сотен воинов. Обнаружив подвох, охранники бросаются за фургоном, но тот уже достаточно оторвался. Этого и добивались друзья Джексона. Они взрывают мост через каньон, по которому фургон уже проследовал, и надолго отрезают его от эскорта. Захваченное золото пересыпают в бочки с мукой. Именно в этот момент товарищи Джексона подвергаются нападению индейцев — бывших помощников, посчитавших, что обещанная им доля добычи несправедливо мала. Атака отбита, но в грохоте перестрелки никто сразу не заметил, что лошади в упряжке с бочками испугались и понесли. Смесь муки и золота оказалась рассыпана на много миль. Друзьям осталась только небольшая часть добычи, спрятанная от компаньонов жуликоватым актёром в потайном ящике повозки.

## В ролях
- Джон Уэйн — Тау Джексон[1]
- Кирк Дуглас — Ломакс
- Говард Кил — Леви «Медвежья лапа»
- Роберт Уолкер мл. — Билли Хит
- Кинан Уинн — Уэс Флетчер
- Брюс Кэбот — Френк Пирс
- Джоанна Барнс — Лола
- Валора Ноланд — Кейт Флетчер
- Брюс Дерн — Хаммонд